# Хум (Вочин)
Хум (хорв. Hum) — населений пункт у Хорватії, в Вировитицько-Подравській жупанії у складі громади Вочин.

## Населення
Населення за даними перепису 2011 року становило 90 осіб.
Динаміка чисельності населення поселення:

## Клімат
Середня річна температура становить 10,93 °C, середня максимальна – 25,18 °C, а середня мінімальна – -5,60 °C. Середня річна кількість опадів – 798 мм.
| Клімат поселення                              | Клімат поселення | Клімат поселення | Клімат поселення | Клімат поселення | Клімат поселення | Клімат поселення | Клімат поселення | Клімат поселення | Клімат поселення | Клімат поселення | Клімат поселення | Клімат поселення | Клімат поселення |
| Показник                                      | Січ.             | Лют.             | Бер.             | Квіт.            | Трав.            | Черв.            | Лип.             | Серп.            | Вер.             | Жовт.            | Лист.            | Груд.            |                  |
| Середній максимум, °C                         | 7,23             | 8,76             | 13,26            | 17,21            | 22,06            | 25,18            | 23,98            | 23,38            | 19,46            | 14,94            | 9,30             | 5,00             |                  |
| Середня температура, °C                       | 0,80             | 2,33             | 6,82             | 10,79            | 15,66            | 18,77            | 20,66            | 20,04            | 16,12            | 11,59            | 5,95             | 1,66             |                  |
| Середній мінімум, °C                          | −5,6             | −4,08            | 0,41             | 4,37             | 9,22             | 12,35            | 17,32            | 16,70            | 12,78            | 8,26             | 2,62             | −1,68            |                  |
| Норма опадів, мм                              | 49               | 43               | 51               | 64               | 75               | 94               | 73               | 79               | 66               | 68               | 77               | 59               |                  |
| Середньомісячна швидкість вітру, м/с          | 2.14             | 2.40             | 2.70             | 2.60             | 2.34             | 2.17             | 2.10             | 1.90             | 1.95             | 2.00             | 2.12             | 2.20             |                  |
| Середньомісячна сонячна радіація, кДж/м²·день | 4155             | 6957             | 10797            | 15234            | 19435            | 21471            | 22367            | 19848            | 14622            | 9142             | 4749             | 3490             |                  |
| --------------------------------------------- | ---------------- | ---------------- | ---------------- | ---------------- | ---------------- | ---------------- | ---------------- | ---------------- | ---------------- | ---------------- | ---------------- | ---------------- | ---------------- |
| Джерело:                                      |                  |                  |                  |                  |                  |                  |                  |                  |                  |                  |                  |                  |                  |